# Ketkovice
Ketkovice (německy Ket(t)kowitz) jsou obec v okrese Brno-venkov v Jihomoravském kraji. Nacházejí se na západním okraji okresu, dvacet kilometrů západně od Brna a sedm kilometrů severozápadně od Oslavan. Leží na východním okraji Křižanovské vrchoviny; zhruba dva kilometry západně od obce vede hluboké údolí řeky Chvojnice, jižně pak Oslavy. Na skalnatém ostrohu nad jejich soutokem stojí zřícenina hradu Levnova, tradičně známého též jako Ketkovický hrad. Žije zde 629 obyvatel. Obec Ketkovice je členskou obcí Mikroregionu Ivančicko.
Ketkovice sousedí s obcemi Senorady, Čučice a Lukovany z okresu Brno-venkov a Kuroslepy a Sudice z okresu Třebíč (Kraj Vysočina).

## Název
Základem jména vsi bylo osobní jméno Kytka. Výchozí tvar Kytkovici byl pojmenováním obyvatel vsi a znamenal "Kytkovi lidé". V první slabice je písemně doloženo pouze -e-, které je nářečního původu. Na přelomu 19. a 20. století se jméno psalo též spisovně Kytkovice, což se neujalo. Tvar Redouici ze 12. století byl zřejmě písařský omyl.

## Historie
První písemná zmínka o Ketkovicích je ve středověkém opisu zakládací listiny třebíčského kláštera, která měla pocházet z roku 1101 (některé prameny uvádějí 1104, kdy byl vysvěcen klášterní kostel), kde jsou uvedeny (písařskou chybou jako Redkovici, v některých pramenech Kedcouici) mezi řadou dalších obcí darovaných klášteru do vlastnictví. Opis je označován za falzum z konce 12. století (Redouici), ale dobová existence obcí není zpochybňována. Při sčítání lidu 1890 měly 593 českých obyvatel a 4 německé.
Ketkovice spadají do správního obvodu obce s rozšířenou působností Ivančice, matriční úřad je v Oslavanech.

## Obyvatelstvo
| Rok            | 1869 | 1880 | 1890 | 1900 | 1910 | 1921 | 1930 | 1950 | 1961 | 1970 | 1980 | 1991 | 2001 | 2011 | 2021 |
| -------------- | ---- | ---- | ---- | ---- | ---- | ---- | ---- | ---- | ---- | ---- | ---- | ---- | ---- | ---- | ---- |
| Počet obyvatel | 487  | 549  | 597  | 667  | 727  | 761  | 822  | 736  | 758  | 835  | 759  | 658  | 619  | 594  | 618  |
| Počet domů     | 70   | 77   | 86   | 98   | 116  | 123  | 153  | 174  | 186  | 192  | 189  | 207  | 218  | 223  | 234  |

Vývoj počtu obyvatel

## Obecní správa
Od roku 1850 do 70. let 19. století byly Ketkovice součástí Čučic ležící 2,5 kilometru jihovýchodně; spadaly do hejtmanství Třebíč a okresu Náměšť nad Oslavou a později v okrese Třebíč. Od 80. let 20. století do 31. prosince 1985 byly obcí v okrese Třebíč, posléze v letech 1949–1960 v okrese Rosice a od roku 1960 v okrese Brno-venkov. Od 1. ledna 1986 do 23. listopadu 1990 patřily spolu s blízkými Čučicemi, Biskoupkami a Novou Vsí k městu Oslavany, ale od 24. listopadu 1990 se tyto obce opět osamostatnily.

### Obecní symboly
Znak a vlajka byly obci uděleny rozhodnutím předsedy Poslanecké sněmovny Parlamentu České republiky dne 13. února 1996; jsou na nich šestizubé hrábě, bývalý erb pánů z Levnova.

## Vybavení obce

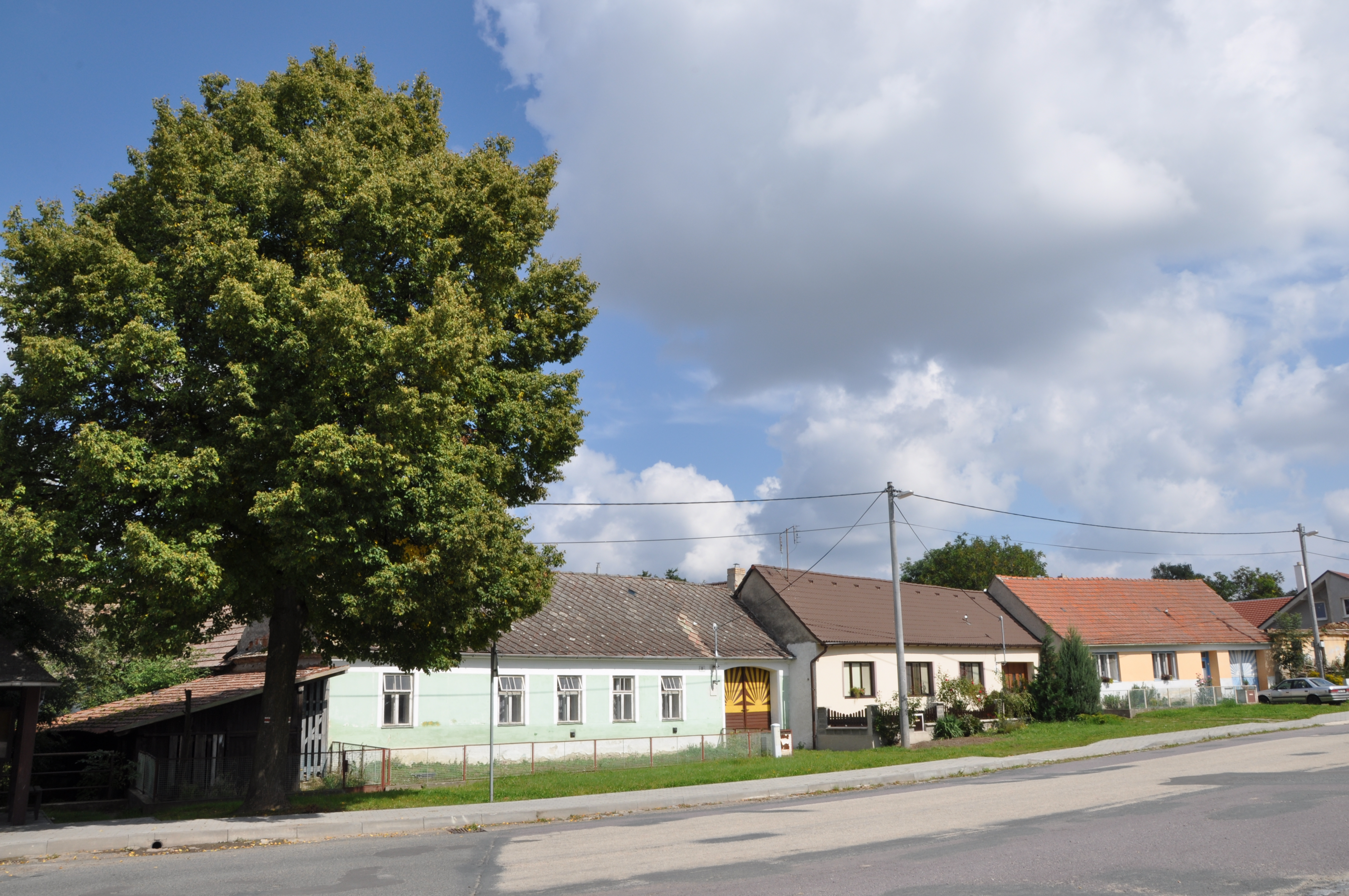
Severní strana ketkovické návsi s domy čp. 8, 7 a 6

V Ketkovicích je pětiletá základní škola s mateřskou školou zřizovaná obcí, obchod se smíšeným zbožím na návsi, tradiční zájezdní hostinec U Mohelských provozovaný významnou místní rodinou, úřadovna pošty, obecní knihovna, aktivní Sokol, Sbor dobrovolných hasičů. Obec je plynofikovaná, po roce 2007 byl z úvěru u České spořitelny vybudován vodovod. Rozpočet obce na roky 2011 i 2012 byl přibližně 8 milionů Kč, na rok 2013 byl 7,2 milionu Kč.

## Poloha a dostupnost
Ketkovice leží na východním okraji geomorfologického celku Křižanovská vrchovina, v podcelku Bítešská vrchovina, na jižním okraji okrsku Jinošovská pahorkatina. Prochází jimi silnice druhé třídy č. 393 Rapotice (tři kilometry severně) – Ivančice (deset kilometrů jihovýchodně). Deset kilometrů severozápadozápadně leží dále Náměšť nad Oslavou.
Ketkovice byly s Ivančickem 1. července 2006 začleněny do Integrovaného dopravního systému Jihomoravského kraje jako 1. část jeho etapy 3B. Obsluhuje je autobusová linka č. 430 (729430) z Ivančic přes Oslavany, Čučice, Ketkovice a Sudice (pouze část spojů) do Rapotic (již kraj Vysočina), kde se nachází železniční stanice na trati 240 Brno – Jihlava. Počet spojů je ustálen na 12 párů ve všední dny, o víkendech a svátcích 3. Vedle hlavní zastávky na návsi je v Ketkovicích také zastávka „Ketkovice, kovárna“ (asi 400 m severozápadně).

## Pamětihodnosti
- přírodní rezervace Údolí Oslavy a Chvojnice
- přírodní park Oslava – severní hranice prochází středem obce
- zřícenina hradu Levnova ze 14.–15. století 2,5 kilometru jihozápadně od obce – hrad známý dříve jako Ketkovický hrad (či zkráceně Ketkovák) byl teprve v roce 1971 ztotožněn s hradem Levnovem, který je znám z písemných pramenů[17]
- vyhlídka Zavřelovo panorama jižně od obce, na červené turistické značce k Levnovu
- kostel svaté Kateřiny Alexandrijské[4] z roku 1780 v centru obce; filiální kostel římskokatolické farnosti Čučice
- kaple svatého Cyrila a Metoděje na jihozápadním okraji

## Osobnosti
- Jindřich Jakš (1894–?), legionář